# 科莫布罗莱托
科莫布罗莱托（Broletto di Como）是意大利伦巴第大区科莫城中世纪最初的市政厅原址，位于主教座堂广场西南侧。

## 历史与建筑
科莫布罗莱托位于旧主教座堂旁边（从15世纪起，迁往新的科莫主教座堂），这意味着市政当局的民事权力与教会的权力之间有着紧密的联系。它的建造可以追溯到1215年，按照执政官博纳尔多·达·科达佐的意愿。

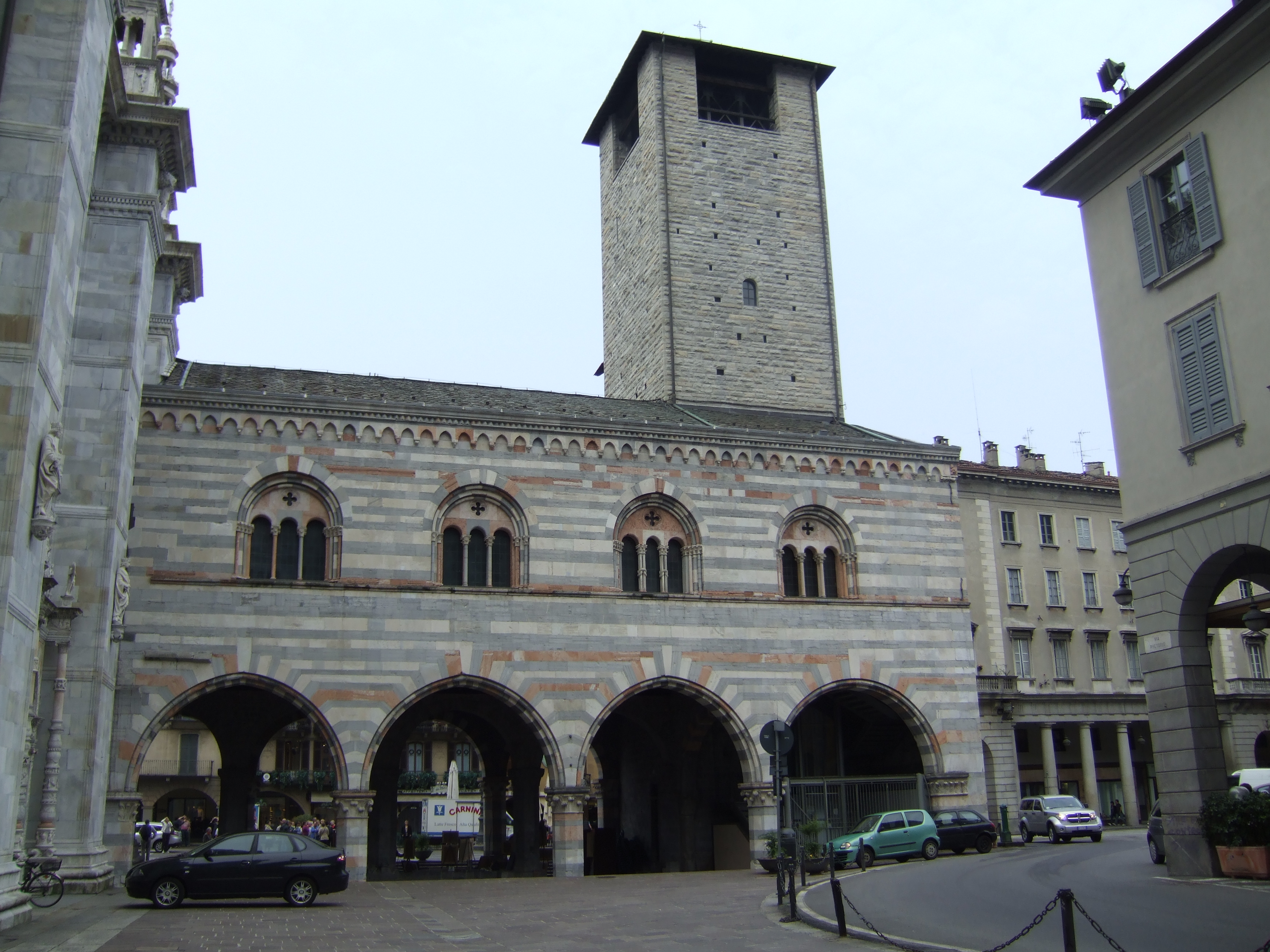
Il Broletto di Como - lato via Pretorio (nord-est)

该建筑为罗马-哥特式风格，而立面的文艺复兴元素可以追溯到15世纪。立面有三种不同颜色的伦巴第大理石条带：白色、灰色和红色。

从15世纪开始，由于修建主教座堂，拆除两座拱门（1477年），并关闭同一侧的门廊（1514年）。这导致市政厅被分为两个独立的单元，西面是“布罗莱托”，东面是“普雷托里奥”。在接下来的几个世纪里，为了修建主教座堂的工程，逐步拆除普雷托里奥，用于建造北部小堂（1645年）以及铺设主教座堂北侧的大理石覆盖层（1882年）。

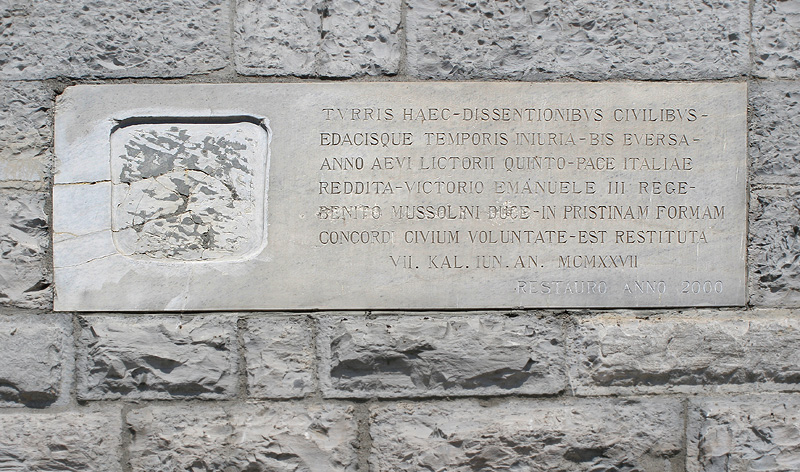
Lapide a ricordo dei restauri dell'anno 1927

布罗莱托失去市政厅功能后，于1764年改为一家剧院, 后又用作档案馆。
该建筑在十九世纪和二十世纪又经历几次修复。目前，布罗莱托用作会议厅、艺术展览和城市仪式。